# (3499) Hoppe
(3499) Hoppe ist ein Asteroid, der am 3. November 1981 von Freimut Börngen und K. Kirsch von der Thüringer Landessternwarte Tautenburg aus entdeckt wurde. Alternative Namen für den Asteroiden sind 1981 VW1 und 1979 KT.
Der Asteroid wurde nach dem deutschen Astronomen Johannes Hoppe (1907–1987) benannt, der 1959 an der Friedrich-Schiller-Universität Jena zum Professor der Astronomie wurde.